# Minestrone

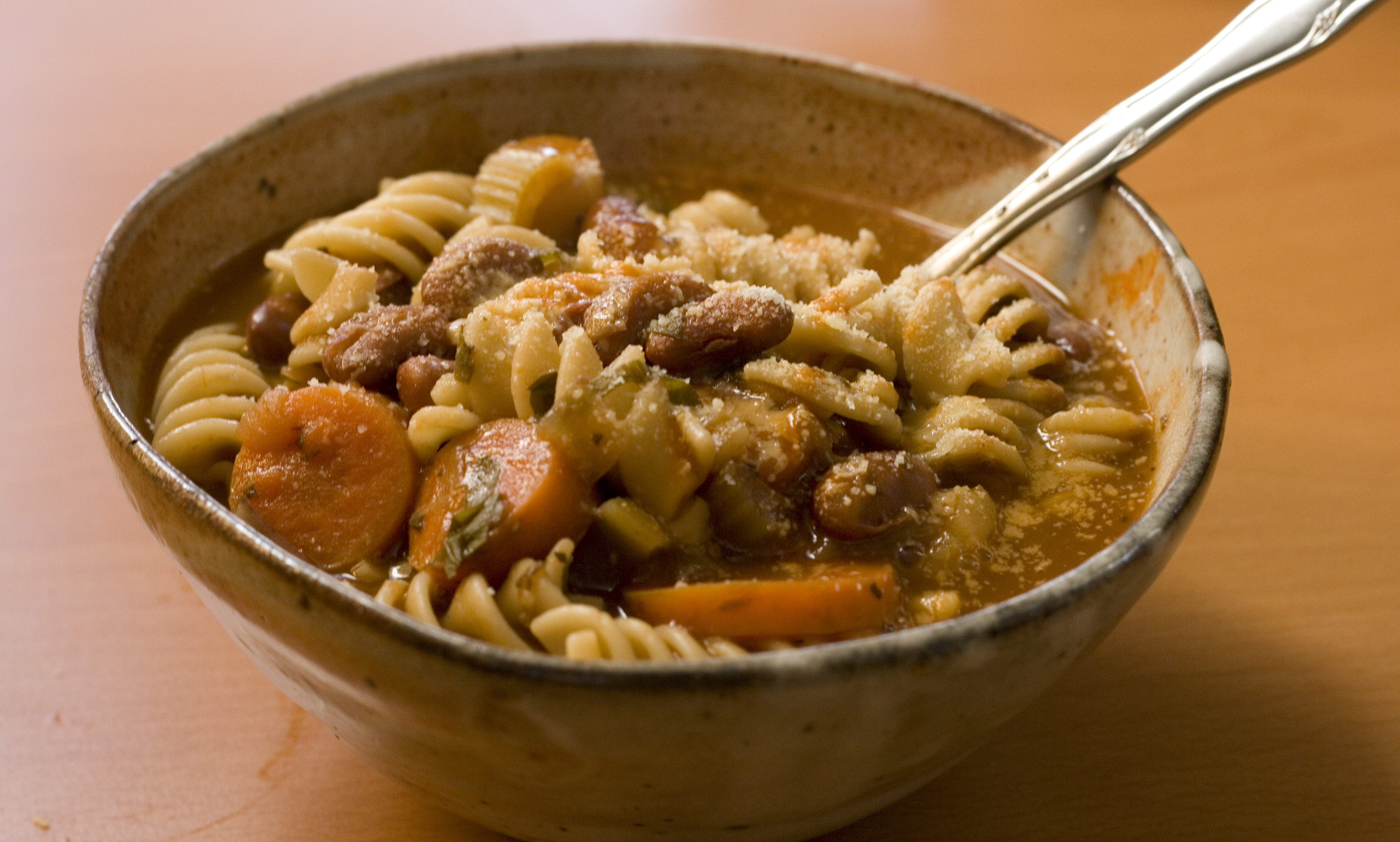
Minestrone

Minestrone (italienisch, etwa „große Suppe“, Vergrößerungsform von minestra, „Suppe“) ist eine gehaltvolle Suppe aus Italien.
Die Minestrone zählt zu den ältesten Gerichten der italienischen Küche und wird als erster Gang vor der eigentlichen Hauptmahlzeit serviert. Es gibt sie in den unterschiedlichsten Varianten als dicke Cremesuppe, die zuvor mittels eines Pürierstabs gemixt wurde, oder mit klein gehackten Gemüsestücken. Wie in den nördlicheren Breitengraden gehören auch in Italien in den Wintermonaten warme Suppen zu den täglichen Gerichten, zu denen auch die Minestrone zählt.
Verschiedene Gemüse der Saison sind traditionell die wichtigsten Zutaten für eine Minestrone. Dazu zählen Zwiebeln, Knoblauch, Sellerie, Karotten, Kartoffeln, Tomaten, Bohnen und Petersilie. Alternativ können auch noch Brokkoli, Zucchini, Spinat, Kürbis, Blumenkohl, Fenchel, Kichererbsen oder Linsen hinzugegeben werden. Von Region zu Region unterschiedlich werden noch Reis, Nudeln oder geröstete Weißbrotscheiben hinzugegeben. Serviert wird die Suppe mit fein geriebenem Parmesan.
Auch bei der Minestrone gibt es zahllose Kochrezeptvarianten, die sich nach Ländern und Regionen unterscheiden. In Genua wird sie ohne Speck, aber mit Auberginen, Pilzen und Pesto zubereitet. Weiter südlich, in den Abruzzen, enthält Minestrone dagegen neben Speck auch Schweinskopf und Steckrüben, Weißkohl und Linsen anstelle von Wirsing und Bohnen.
Eine Suppe aus Gemüse bereiteten schon die Römer vor über 2000 Jahren zu. Gekocht wurde, was gerade im Garten und in den Wäldern wuchs: Zwiebeln, Karotten, Knoblauch, Pilze und Kräuter. Im Laufe der Jahrhunderte kamen neue Zutaten dazu, die die Römer und später die Händler der iberischen Halbinsel von ihren Reisen und Eroberungen mitbrachten, wie z. B. der Reis, die Tomate und die Kartoffel. Bereits im 15. und 16. Jahrhundert schaffte die Minestrone den Sprung über die Grenzen Italiens und ist heute fast so bekannt wie Spaghetti oder Pizza.